# Bula (sektor)
Bula är en sektor i Guinea-Bissau.   Den ligger i regionen Cacheu, i den västra delen av landet, 29 km norr om huvudstaden Bissau. Antalet invånare är 29 733. Arean är 746 kvadratkilometer.
Terrängen i Bula är platt.